# Flacăra olimpică (film)
Flacăra olimpică (în poloneză Znicz olimpijski) este un film de război polonez din 1970, regizat de Lech Lorentowicz după un scenariu realizat pe baza nuvelei Nocne szlaki („Trasee de noapte”, 1964) a lui Cezary Chlebowski⁠(d). Filmul este inspirat din evenimente reale și prezintă activitățile clandestine desfășurate în timpul celui de-al Doilea Război Mondial de schiorii polonezi Helena Marusarzówna⁠(d) (1918–1941), Bronisław Czech⁠(d) (1908–1944) și Stanisław Marusarz⁠(d) (1913–1993), membri ai mișcării de rezistență, pentru transportarea de corespondență și pachete din țara ocupată către baza „Romek” a Uniunii Luptei Armate⁠(d) (Związek Walki Zbrojnej) din Ungaria.
Premiera acestui film a avut loc în cadrul unei duble proiecții cu Klińszczacy (1969) al lui Jerzy Ziarnik⁠(d).

## Rezumat
În anul 1940, după ocuparea Poloniei de către Germania Nazistă, antrenorul german Schmidt încearcă să-i convingă pe câțiva schiori polonezi faimoși să concureze pentru un club sportiv german. În aceste condiții, schiorii polonezi încep să desfășoare o activitate clandestină de curieri pe traseul Zakopane – Budapesta, transportând mesaje și pachete prin Munții Tatra. Această acțiune este coordonată de căpitanul „Szarotka”. Unul dintre curieri este munteanca Hanka, pe urmele căreia pornesc nemții.

## Distribuție
- Wanda Neumann⁠(d) — Hanka
- Jadwiga Andrzejewska⁠(d) — mama Hankăi
- Tadeusz Kalinowski — căpitanul „Szarotka”
- Edmund Fetting⁠(d) — șeful biroului Gestapo din Zakopane
- Jerzy Jogałła⁠(d) — Władek
- Józef Morgała — Maciek
- Zygmunt Maciejewski⁠(d) — antrenorul Schmidt
- Stanislaw Niwiński − Bolek
- Aleksander Bednarz⁠(d) — ofițer german
- Andrzej Buszewicz⁠(d)
- Edward Dobrzański⁠(d)
- Jacek Domański⁠(d) — Franek
- Zbigniew Filus
- Krzysztof Fus⁠(d)
- Mirosław Gruszczyński — Janek
- Leszek Herdegen⁠(d) — maiorul
- Andrzej Herder⁠(d)
- Artur Ringer
- Jerzy Janeczek⁠(d) — Wojtek
- Eugeniusz Korczarowski
- Andrzej Krasicki⁠(d) — locotenent de jandarmerie
- Edward Radulski
- Janusz Sykutera⁠(d) — german din Budapesta
- Henryk Staszewski⁠(d)
- Roman Talarczyk
- Grzegorz Warchoł⁠(d) — Czesiek
- Tomasz Zaliwski — Wacek, un spion german printre schiori
- Olgierd Łukaszewicz — schior polonez (nemenționat)

## Producție
Filmările au avut loc în anul 1969 la Zakopane (traseul Wielka Krokiew⁠(d)), în Munții Tatra (inclusiv telecabina⁠(d) către Kasprowy Wierch⁠(d)) și la Budapesta și au fost realizate cu sprijinul Comitetului Principal pentru Cultură Fizică și Turism⁠(d) (Główny Komitet Kultury Fizycznej i Turystyki), Serviciului de Voluntariat Montan⁠(d) (Górskie Ochotnicze Pogotowie Ratunkowe) și Căilor Ferate Poloneze pe cablu din Zakopane (Polskie Koleje Linowe w Zakopanem).

## Premii
Acest film a fost distins cu premiul Comitetului Olimpic Polonez în anul 1973.